# Berlinguer e il Professore
Berlinguer e il Professore. Cronache dalla prossima Italia è un libro del 1975 del giornalista Gianfranco Piazzesi che ebbe allora un grande successo. Nel momento in cui, pubblicato da Rizzoli, uscì nelle librerie, risultò scritto da anonimo e solo nel 1976 Piazzesi rivelò di esserne l'autore.
L'opera di fantapolitica narra di una serie di vicissitudini che avrebbero portato al Compromesso storico, cioè un governo composto dalla Democrazia Cristiana e dal Partito Comunista, come da sottotitolo: "Questo romanzo vi racconta come avverrà il compromesso storico" .
Il Professore di cui si fa menzione nel titolo altri non era che Amintore Fanfani in quel momento segretario del suo partito, come d'altra parte lo era Enrico Berlinguer del PCI.

## Trama
(Avvertenza dell'autore all'inizio del romanzo)
Nel 2000, l'Italia è un paese all'avanguardia tecnologica. Il narratore, un tempo segretario di Amintore Fanfani, si mette a ricordare i giorni in cui, vent'anni prima, avvenne il passaggio dalla Prima alla Seconda Repubblica.
Nell'Italia del 1980, il presidente Leone si è trasferito a Villa Madama per sottrarsi all'invadenza dei manifestanti (autodefinitisi "Vigilanti" contro i tentativi di colpi di stato) che avevano occupato il Quirinale, le classi abbienti avevano ingaggiato legioni di gurkha nepalesi per difendersi dai sequestri di persona e il presidente della Montedison Eugenio Cefis si era piccato di battere moneta.
Fu in questa situazione che il 26 gennaio il capo dello stato, il presidente del consiglio Ruggero Bertolon e il Professore, allora segretario della Democrazia Cristiana, accolsero il segretario di stato americano Kissinger per una brevissima visita che avrebbe assicurato all'Italia un prestito di quattro miliardi di dollari dando come garanzia cinquantasei quadri degli Uffizi.
Dopo la partenza dell'illustre ospite, il Professore tornò nella sala della Farnesina dove avevano pranzato e, in attesa di comunicare una propria risoluzione, riassunse ai presenti la storia dei sei anni precedenti che avrebbero coinciso col declino del suo partito, a partire dal fallimento del referendum sul divorzio. Vi fu poi, dopo un burrascoso conclave, l'elezione di un pontefice tedesco che assunse il nome di Paolo VII e che, invece di occuparsi dei problemi della Chiesa, passava tutto il tempo a perfezionare il suo italiano per essere meglio accettato dai romani. I suoi discorsi risultavano però in comiche involontarie, al punto che un canale RAI smise di trasmetterli, e l'altro li fece parodiare dall'attore Alighiero Noschese. Mentre in Vaticano imperversavano le lotte tra le fazioni cardinalizie, nelle parrocchie si scatenavano i preti contestatori, col risultato d'instillare sempre più dubbi tra i fedeli, erodendo così la base elettorale della DC. Tra i dirigenti di questo partito, Paolo Emilio Taviani proponeva di rinunciare al collateralismo con la chiesa cattolica e di accentuare l'anticomunismo, mentre altri sostenevano la necessità di allearsi col Partito Comunista Italiano finché questo vi fosse stato disposto. Il Professore però ritenne che ambedue le soluzioni fossero tardive e ne preparò una alternativa. Si recò a Washington col narratore per negoziare con Kissinger una serie di prestiti. Il segretario di stato disse che, dal momento che di lì a poco i comunisti avrebbero sicuramente vinto le elezioni, a beneficiarne maggiormente sarebbe stato un governo guidato da questi ultimi; il Professore allora spiegò che i comunisti italiani erano più simili ai politici degli altri partiti loro connazionali che ai comunisti sovietici, e s'impegnò per mantenere lo status quo il più a lungo possibile. Di ritorno a Roma, i due andarono in via delle Botteghe Oscure per incontrare la segreteria del PCI al gran completo, alla quale il Professore fece un'offerta che chiamò "il piccolo compromesso storico": rimandare le elezioni fino a quando il PCI non fosse cresciuto tanto da poter governare da solo, e nel frattempo sostenere il governo democristiano. Berlinguer accettò. Successivamente, ventisette politici democristiani furono uccisi in poche settimane, tra i quali Rumor, Piccoli, Bisaglia (da poco divenuti presidenti del consiglio), Taviani (che stava per ricevere l'incarico), Colombo, Andreotti e De Mita. Fu scelto allora come capo del governo un carneade come il contadino vicentino Ruggero Bertolon, mentre la produzione industriale colava a picco, le strade erano preda di bande di taglieggiatori (verso le quali le forze dell'ordine non movevano un dito) e l'amministrazione statale diveniva sempre più inefficiente.
Quando il Professore annunciò il suo ritiro dalla politica in favore della preghiera e della meditazione nel Santuario della Verna, nella sala irruppero i membri della segreteria del PCI con Kissinger, che gli imposero di restare alla guida dell'Italia. Berlinguer desiderava infatti che a ricostruire il paese (rimettendo in riga le forze dell'ordine e i sindacati, limitando la libertà di stampa, introducendo riforme costituzionali e istituendo campi di rieducazione per i dissenzienti) fossero gli stessi che l'avevano portato allo sfascio, per poter ripartire su basi nuove.
Messo alle strette, il Professore realizzò il piano di Berlinguer. Rinominò la DC in "Partito popolare dei lavoratori italiani", nel quale confluirono anche gli iscritti del PCI, con se stesso alla presidenza e Berlinguer alla segreteria. Le riforme furono inizialmente avversate da bande di operai, militanti della sinistra extraparlamentare e interi reparti di carabinieri e poliziotti, che si scontrarono con il servizio d'ordine del PCI, mentre le truppe americane non furono infastidite. I governi americano (diretto da Kissinger, nel frattempo divenuto presidente) e sovietico accettarono il nuovo regime senza interferire. Dopo alcuni anni il Professore poté ritirarsi alla Verna come aveva desiderato.
All'autore rimane il sospetto che il Professore, quel giorno del 1980, sapesse fin da principio che i comunisti e Kissinger sarebbero intervenuti alla fine del suo discorso per impedire che abbandonasse il potere.

## Edizioni
- Anonimo, Berlinguer e il Professore, Milano, Rizzoli editore, 1975
- Anonimo, Berlinguer e il Professore, Club italiano del libro, 1976